# パヴェレツキー駅
座標: 北緯55度43分47秒 東経37度38分22秒 / 北緯55.7298度 東経37.6394度
パヴェレツキー駅（パヴェレツキーえき、ロシア語: Павеле́цкий вокзал）は、モスクワにおける9つのターミナル駅の1つであり、パヴェレツ(Павелец)へ向かう路線の発着駅である。
最初の駅舎は1900年に建設され、1953年に電化、1987年に改築された。なお、改築時には元の駅舎と同じ構造を再現するように工夫されたため難工事であった。当駅からはカシーラ、オジェリェーリエ、ウズノヴォ方面に近郊列車のほか、オジェリェーリエおよびドモジェドヴォ空港への急行電車も運行されている。長距離列車はアルマトイ、アストラハン、バクー、リペツク、サラトフ、タンボフ、ヴォルゴグラード、ヴォロネジ、エレツ方面に運行されている。
2002年からはアエロエクスプレスによるドモジェドヴォ空港への直通列車が乗り入れるようになり、モスクワの玄関駅の顔も持つようになった。

## 主な発着列車
- 2016年現在

| 列車番号               | 運行区間                    | 列車番号               | 運行区間                          |
| ---------------------- | --------------------------- | ---------------------- | --------------------------------- |
| 1 (ヴォルゴグラード号) | モスクワ — ヴォルゴグラード | 1 (ヴォルゴグラード号) | ヴォルゴグラード — モスクワ       |
| 5 (ロトス号)           | モスクワ — アストラハン     | 5 (ロトス号)           | アストラハン — モスクワ           |
| 7 (カザフスタン号)     | モスクワ — アルマトイ       | 7 (カザフスタン号)     | アルマトイ — モスクワ             |
| 9 (サラトフ号)         | モスクワ — サラトフ         | 9 (サラトフ号)         | サラトフ — モスクワ               |
| 15                     | モスクワ — ヴォルゴグラード | 15                     | ヴォルゴグラード — モスクワ       |
| 17                     | モスクワ — サラトフ         | 17                     | サラトフ — モスクワ               |
| 25 (ヴォロネジ号)      | モスクワ — ヴォロネジ       | 25 (ヴォロネジ号)      | ヴォロネジ — サンクトペテルブルク |
| 29 (リペツク号)        | モスクワ — リペツク         | 29 (リペツク号)        | リペツク — モスクワ               |
| 31 (タンボフ号)        | モスクワ — タンボフ         | 31 (タンボフ号)        | タンボフ — モスクワ               |
| 47                     | モスクワ — Балаково         | 47                     | Балаково — モスクワ               |
| 77                     | モスクワ — スタヴロポリ     | 77                     | スタヴロポリ — モスクワ           |
| 137                    | モスクワ — サラトフ         | 137                    | サラトフ — モスクワ               |
| 343                    | モスクワ — Балашов          | 344                    | Балашов — モスクワ                |
| 377                    | モスクワ — ノヴォロシースク | 378                    | ノヴォロシースク — モスクワ       |
| 379                    | モスクワ — カムイシン       | 379                    | カムイシン — モスクワ             |

## 脚註
1. ↑  “ru:История вокзалов и станций. Павелецкий вокзал, г. Москва” (Russian).  Russian Railways. 2016年10月28日閲覧。